# تشنغ هونج
تشنغ هونج (بالصينية: 程虹) هي أستاذة جامعية صينية، ولدت في 1957 في تشنغتشو في الصين.